# Biserica „Adormirea Maicii Domnului” din Feredeni
Biserica “Adormirea Maicii Domnului” din Feredeni, comuna Deleni - este un monument istoric ctitorit de boierul Iordache Krupenski în anul 1790, fiind finalizată în anul 1801. Locașul are formă de navă cu ziduri groase de 1,5 metri, altarului fiindu-i anexat un veșmântar și celor două pridvoare o criptă, unde sunt depuse osemintele familiei Krupenski. În cele din urmă locașul a fost încoronat cu o turlă impodobită cu ornamente florale încadrându-l în stilul neoclasic. O contribuție la fel de importantă ca și a ctitorului este cea a fiului acestuia, Grigorie Krupenski, care a împodobit locașul cu ce era mai de preț la acea vreme: candelabre, icoane, candele, evanghelii, apoi adaugă veșmântarul, cripta familiei și gardul din piatră acoperit cu olane ce înconjoară biserica. Cea mai de preț comoară a Bisericii din Feredeni este un fragment din Moaștele Sf. M. Mc. Gheorghe‚ „Purtătorul de Biruință”, care ocrotește locașul, așezarea și pe toți locuitorii ei, odihnindu-se la Biserica din Feredeni de două veacuri. Aceste moaște s-au dăruit, în 1748, de către Patriarhul Alexandriei Matei Psaltul, lui Andrei Ruset, vel logofăt. Matei Psaltul fusese stareț la Mănăstirea Zlătari din Bucuresti, iar Andrei Ruset era capuchihaie al Moldovei la Constantinopol în vremea lui Constantin Mavrocordat. Andrei Ruset l-a ajutat pe Matei să dobândească scaunul patriarhal, iar acesta, în semn de recunoștință i-a dăruit aceste Sfinte Moaște.
Situată la aproximativ 10 km de orașul Hârlău, județul Iași, Biserica monument istoric „Adormirea Maicii Domnului” din Feredeni a fost ctitorită de boierul Iordache Krupenski în anul 1790. Locașul are formă de navă, cu ziduri foarte groase (1,5 m) încadrându-se în stilul neoclasic. O contribuție la fel de importantă ca și a ctitorului este a fiului acestuia, Grigorie Krupenski, care a împodobit locașul cu ce era mai de preț la acea vreme: candelabre, icoane, candele, evanghelii, apoi adaugă veșmântarul, cripta familiei (unde sunt depuse osemintele familiei Krupenski) și gardul din piatră acoperit cu olane ce înconjoară biserica.

## Moaștele Sf. Mare Mc. Gheorghe‚ „Purtătorul de Biruință”
Aceste moaște s-au dăruit, în 1748, de către Patriarhul Alexandriei Matei Psaltul, lui Andrei Ruset, vel logofăt. Matei Psaltul fusese stareț la Mănăstirea Zlătari din Bucuresti, iar Andrei Ruset era capuchehaie a Moldovei la Constantinopol în vremea lui Constantin Mavrocordat. Andrei Ruset l-a ajutat pe Matei să dobândească scaunul patriarhal, iar acesta, în semn de recunoștință,i-a dăruit aceste Sfinte Moaște.
Într-o însemnare autografă în inventarul Bisericii Adormirea Maicii Domnului din Feredeni, Grigore Crupenschi certifică autenticitatea Sfintelor Moaște ca fiind ale Sf. M. Mc. Gheorghe menționând: „cutia în care sunt Sfintele Moaște, mâna Sfântului Mucenic Gheorghie, parte de mână, și o coastă a unui sfânt neștiut, care Sfinte Moaște sunt rămase de la răposatul tatăl meu (Iordache Crupenschi), iar cutia este făcută de mine. Aceste Sfinte Moaște a Sfântului Mare Mucenic Gheorghie, sunt date de un patriarh(Matei Psaltul al Alexandriei), răposatului logofăt Andrei Roset, adică bunul răposatei maicăi mele (Măriuța Milu), iar sfânta coastă, dată tatălui meu, de către un serdar Vasilache Cârnul” (însemnare autografă a lui Grigore Crupenschi în Inventarul Bisericii Adormirea Maicii Domnului din Feredeni, fila 2, partida arginturilor de la Arh. Stat. Buc., Ms. 635).
Pe folia de aur care îmbracă fragmentul din Sfintele Moaște (se pare cotul), lungă de 9 cm, lată de 5 cm și înaltă de 4 cm, conservată într-o cutiuță masivă de argint, fără inscripții pe ea, stă  scris: „GHEORGHIOS MEGA MARTIRIOS”, pe partea superioară în limba română, dar cu caractere chirilice „DE LA PATRIARHIA ALEXANDRIEI, DAR S-AU DAT MARELUI LOGOFĂT ANDRIES RUSET, 1748”.
Până a ajunge Sfintele Moaște la Feredeni, ele s-au păstrat în sânul familiei lor și s-au moștenit de la o generație la alta. Andrei Ruset a avut o fiică pe nume Safta. Safta s-a căsătorit cu Enake Milu. Aceștia doi au avut la rândul lor o fiică pe nume Măriuța, care s-a căsătorit cu Iordache Krupenski, cel care a ctitorit biserica din Feredeni. Având propria lor ctitorie, Măriuța și Iordache au mutat moaștele Sf. Gheorghe din sânul familiei în biserica din Feredeni, unde se află până în zilele noastre. În Biserica de la Feredeni au stat într-o nișă din peretele proscomidiarului, iar din anul 2005 s-a confecționat un baldachin din lemn masiv amplasat în pronaosul bisericii.
Din anul 2000 s-au organizat anual, cu binecuvântarea Mitropoliei Moldovei și Bucovinei, pelerinaje în toată țara. În decursul timpului Sfintele Moaște au fost așezate în diferite racle de argint, de lemn, de metal, iar în anul 2006 s-a confecționat o nouă raclă din argint masiv.